# Giải bóng đá U-21 Quốc gia 2005
Giải bóng đá U-21 Quốc gia 2005, tên gọi chính thức là Giải bóng đá U-21 Quốc gia – Cúp Báo Thanh Niên 2005 là mùa giải thứ 9 của Giải bóng đá Vô địch U-21 Quốc gia do Liên đoàn bóng đá Việt Nam (VFF) phối hợp với báo Thanh Niên tổ chức. Mùa giải lần này diễn ra theo hai giai đoạn, với giai đoạn vòng loại diễn ra từ ngày 10 tháng 8 đến ngày 20 tháng 9 năm 2005. Vòng chung kết của giải, gồm 8 đội bóng, được tổ chức tại Bình Định từ ngày 29 tháng 9 đến ngày 9 tháng 10 năm 2005.
Bình Định đã đoạt chức vô địch sau khi đánh bại LG Hà Nội ACB trong trận chung kết, trở thành đội chủ nhà thứ hai trong lịch sử giải đấu lên ngôi vô địch (sau Thể Công ở giải đấu đầu tiên năm 1997).

## Các đội bóng
26 đội bóng đã đăng ký tham dự mùa giải lần này từ vòng loại. Đội đương kim vô địch Sông Đà Nam Định và đội chủ nhà của vòng chung kết Hoa Lâm Bình Định được miễn thi đấu vòng loại. Các đội bóng được sắp xếp sẵn vào các bảng đấu dựa theo khu vực địa lý. Những đội bóng đóng vai trò là chủ nhà của bảng đấu vòng loại được in đậm.
| Vào thẳng vòng chung kết | 1. Hoa Lâm Bình Định (chủ nhà vòng chung kết) 2. Sông Đà Nam Định (đương kim vô địch)                   | 1. Hoa Lâm Bình Định (chủ nhà vòng chung kết) 2. Sông Đà Nam Định (đương kim vô địch) | 1. Hoa Lâm Bình Định (chủ nhà vòng chung kết) 2. Sông Đà Nam Định (đương kim vô địch) | 1. Hoa Lâm Bình Định (chủ nhà vòng chung kết) 2. Sông Đà Nam Định (đương kim vô địch)                                                       | 1. Hoa Lâm Bình Định (chủ nhà vòng chung kết) 2. Sông Đà Nam Định (đương kim vô địch) |
| Tham dự vòng loại        | Bảng A                                                                                                  | Bảng B                                                                                | Bảng C                                                                                | Bảng D | Bảng E                                                                                |
| Tham dự vòng loại        | 1. Mitsustar Hải Phòng 2. Sông Lam Nghệ An 3. Thanh Hóa 4. Thể Công 5. Hòa Phát Hà Nội 6. LG Hà Nội ACB | 1. Đà Nẵng 2. Hoàng Anh Gia Lai 3. Thừa Thiên Huế 4. Quảng Nam 5. Khánh Hòa           | 1. Bình Dương 2. Đông Á Thép Pomina 3. Đá Mỹ Nghệ 4. Trẻ Gia Lai 5. Quân khu 7        | 1. Gạch Đồng Tâm Long An 2. Thép Miền Nam Cảng Sài Gòn 3. Năng khiếu Nghiệp vụ TP.HCM 4. Đại học Hồng Bàng 5. Trung tâm thể thao Thành Long | 1. Cà Mau 2. An Giang 3. Cần Thơ 4. Bến Tre 5. Đồng Tháp                              |

| Rút lui sau khi đăng ký tham dự | Rút lui sau khi đăng ký tham dự             |
| ------------------------------- | ------------------------------------------- |
| Bảng B                          | - Phú Yên                                   |
| Bảng C                          | - Đồng Nai - Bình Thuận - Lâm Đồng          |
| Bảng D                          | - Bưu điện Thành phố Hồ Chí Minh - Tây Ninh |
| Bảng E                          | - Tiền Giang - Quân khu 9                   |

## Vòng loại
Vòng loại diễn ra từ ngày 10 tháng 8 đến ngày 20 tháng 9 năm 2005. Các đội bóng trong bảng đấu của mình thi đấu vòng tròn một lượt chọn đội đứng đầu bảng lọt vào vòng chung kết. Riêng với bảng A, sáu đội bóng được chia thành hai nhóm, chọn hai đội đứng đầu mỗi nhóm lọt vào bán kết; hai đội thắng trong hai trận bán kết của bảng giành quyền vào vòng chung kết.

### Các tiêu chí
Các đội được xếp hạng theo điểm (3 điểm cho 1 trận thắng, 1 điểm cho 1 trận hòa, 0 điểm cho 1 trận thua), và nếu bằng điểm, các tiêu chí sau đây được áp dụng theo thứ tự, để xác định thứ hạng:
1. Điểm trong các trận đối đầu trực tiếp giữa các đội bằng điểm;
2. Hiệu số bàn thắng thua trong các trận đối đầu trực tiếp giữa các đội bằng điểm;
3. Số bàn thắng ghi được trong các trận đối đầu trực tiếp giữa các đội bằng điểm;
4. Nếu có nhiều hơn hai đội bằng điểm, và sau khi áp dụng tất cả các tiêu chí đối đầu ở trên, một nhóm nhỏ các đội vẫn còn bằng điểm nhau, tất cả các tiêu chí đối đầu ở trên được áp dụng lại cho riêng nhóm này;
5. Hiệu số bàn thắng thua trong tất cả các trận đấu bảng;
6. Số bàn thắng ghi được trong tất cả các trận đấu bảng;
7. Bốc thăm.

### Các đội vượt qua vòng loại
| Câu lạc bộ        | Tư cách vượt qua vòng loại | Tham dự vòng chung kết | Thành tích tốt nhất          |
| ----------------- | -------------------------- | ---------------------- | ---------------------------- |
| Hoa Lâm Bình Định | Chủ nhà                    | 4 lần                  | Vòng bảng (1998, 1999, 2002) |
| Sông Đà Nam Định  | Đương kim vô địch          | 4 lần                  | Vô địch (2004)               |
| Thể Công          | Thắng bán kết bảng A       | 5 lần                  | Vô địch (1997, 1998, 1999)   |
| LG Hà Nội ACB     | Thắng bán kết bảng A       | 3 lần                  | Vòng bảng (2001, 2003)       |
| Đà Nẵng           | Nhất bảng B                | 7 lần                  | Vô địch (2003)               |
| Bình Dương        | Nhất bảng C                | 3 lần                  | Hạng ba (1997)               |
| Thành Long        | Nhất bảng D                | 2 lần                  | Vòng bảng (2004)             |
| Cà Mau            | Nhất bảng E                | Lần đầu                | Lần đầu                      |

## Địa điểm
Tất cả các trận đấu của vòng chung kết diễn ra tại sân vận động Quy Nhơn, thành phố Quy Nhơn, tỉnh Bình Định. 
| Bình Định             |
| --------------------- |
| Sân vận động Quy Nhơn |
| Sức chứa: 20.000      |
|                       |

## Đội hình
Các cầu thủ từ 16 đến 21 tuổi (sinh từ ngày 31 tháng 12 năm 1984 đến ngày 31 tháng 12 năm 1989) có đủ điều kiện để tham dự giải đấu. Mỗi đội bóng phải đăng ký một danh sách gồm tối đa 22 cầu thủ, trong đó có tối đa ba cầu thủ 22 tuổi (Quy định mục 4.1 và 4.2).

## Vòng bảng
Tám đội tham dự được chia thành hai bảng, thi đấu vòng tròn một lượt để chọn ra hai đội đứng đầu mỗi bảng vào bán kết. Lễ bốc thăm chia bảng đã diễn ra vào lúc 16:00 ngày 26 tháng 9 năm 2005 tại Resort Khách sạn Hoàng Anh Gia Lai (Quy Nhơn, Bình ĐỊnh).

### Bảng A
| VT | Đội           | ST | T | H | B | BT | BB | HS | Đ | Giành quyền tham dự     |
| -- | ------------- | -- | - | - | - | -- | -- | -- | - | ----------------------- |
| 1  | Bình Định (H) | 3  | 2 | 1 | 0 | 4  | 1  | +3 | 7 | Vòng đấu loại trực tiếp |
| 2  | Thể Công      | 3  | 2 | 0 | 1 | 4  | 3  | +1 | 6 | Vòng đấu loại trực tiếp |
| 3  | Thành Long    | 3  | 1 | 0 | 2 | 4  | 6  | −2 | 3 |                         |
| 4  | Cà Mau        | 3  | 0 | 1 | 2 | 4  | 6  | −2 | 1 |                         |

| Bình Định  | 1–1      | Cà Mau            |
| ---------- | -------- | ----------------- |
| K'Brèo 35' | Chi tiết | - Hoàng Khang 12' |

| Thể Công            | 2–1      | Thành Long  |
| ------------------- | -------- | ----------- |
| Trọng Giáp 12', 30' | Chi tiết | Minh Vũ 87' |

| Thể Công                      | 2–1      | Cà Mau                               |
| ----------------------------- | -------- | ------------------------------------ |
| - Văn Thông 44' - Việt Hà 87' | Chi tiết | - Huỳnh Đức 11' - Lâm Thái Dương 12' |

| Bình Định                              | 2–0      | Thành Long |
| -------------------------------------- | -------- | ---------- |
| - Hoàng Vũ 75' - Hoàng Lâm 76' (ph.đ.) | Chi tiết |            |

| Thành Long                                     | 3–2      | Cà Mau |
| ---------------------------------------------- | -------- | ------ |
| - Nhật Thanh 37' - Thanh Sơn 50' - Minh Vũ 55' | Chi tiết |        |

| Bình Định  | 1–0      | Thể Công |
| ---------- | -------- | -------- |
| K'Brèo 49' | Chi tiết |          |

### Bảng B
| VT | Đội           | ST | T | H | B | BT | BB | HS | Đ | Giành quyền tham dự     |
| -- | ------------- | -- | - | - | - | -- | -- | -- | - | ----------------------- |
| 1  | LG Hà Nội ACB | 3  | 1 | 2 | 0 | 4  | 2  | +2 | 5 | Vòng đấu loại trực tiếp |
| 2  | Nam Định      | 3  | 1 | 2 | 0 | 3  | 2  | +1 | 5 | Vòng đấu loại trực tiếp |
| 3  | Đà Nẵng       | 3  | 0 | 3 | 0 | 1  | 1  | 0  | 3 |                         |
| 4  | Bình Dương    | 3  | 0 | 1 | 2 | 1  | 4  | −3 | 1 |                         |

| Nam Định | 0–0      | Đà Nẵng |
| -------- | -------- | ------- |
|          | Chi tiết |         |

| LG Hà Nội ACB                                 | 2–0                     | Bình Dương |
| --------------------------------------------- | ----------------------- | ---------- |
| - Việt Anh 45+' - Anh Tuấn 56' - Văn Khoa 71' | Chi tiết (VFF) Chi tiết |            |

| Đà Nẵng       | 1–1      | Bình Dương    |
| ------------- | -------- | ------------- |
| Hùng Sơn 90+' | Chi tiết | Văn Phong 70' |

| LG Hà Nội ACB           | 2–2      | Nam Định                           |
| ----------------------- | -------- | ---------------------------------- |
| - Thanh Nguyên 16', 73' | Chi tiết | - Xuân Thành 19' - Thanh Lương 71' |

| LG Hà Nội ACB | 0–0      | Đà Nẵng |
| ------------- | -------- | ------- |
|               | Chi tiết |         |

| Nam Định         | 1–0      | Bình Dương |
| ---------------- | -------- | ---------- |
| Thanh Nguyên 68' | Chi tiết |            |

## Vòng đấu loại trực tiếp
Trong vòng đấu loại trực tiếp, nếu một trận đấu có kết quả hòa sau 90 phút:
- Tại trận bán kết, sẽ không thi đấu hiệp phụ, trận đấu được quyết định bằng loạt sút luân lưu.
- Tại trận chung kết, sẽ tổ chức thi đấu hiệp phụ. Nếu kết quả vẫn hòa sau hiệp phụ, loạt sút luân lưu sẽ được sử dụng để xác định đội thắng.[1]

### Bán kết
| Bình Định                          | 2–1      | Nam Định          |
| ---------------------------------- | -------- | ----------------- |
| Quốc Nghĩa (2) 3' · Hoàng Vũ 90+3' | Chi tiết | Đức Dương (9) 61' |

| LG Hà Nội ACB                  | 2–0      | Thể Công |
| ------------------------------ | -------- | -------- |
| Việt Anh 46' · Thanh Lương 80' | Chi tiết |          |

### Chung kết
| Bình Định            | 1–0      | LG Hà Nội ACB |
| -------------------- | -------- | ------------- |
| Hoàng Vũ 64' (ph.đ.) | Chi tiết |               |

## Thống kê

### Vô địch
| Vô địch Giải bóng đá U-21 Quốc gia 2005 |
| --------------------------------------- |
| Bình Định Lần thứ 1                     |

### Các giải thưởng
Các giải thưởng dưới đây đã được trao sau khi giải đấu kết thúc:
| Vua phá lưới                         | Cầu thủ xuất sắc nhất            | Thủ môn xuất sắc nhất             | Giải phong cách |
| ------------------------------------ | -------------------------------- | --------------------------------- | --------------- |
| Trương Hoàng Vũ (Bình Định)          | Phạm Thanh Lương (LG Hà Nội ACB) | Nguyễn Minh Phong (LG Hà Nội ACB) | Bình Định       |
| Phạm Thanh Nguyên (Sông Đà Nam Định) | Phạm Thanh Lương (LG Hà Nội ACB) | Nguyễn Minh Phong (LG Hà Nội ACB) | Bình Định       |

### Đội hình tiêu biểu
Đội hình tiêu biểu của giải đấu, do ban tổ chức bình chọn, là đội hình gồm những cầu thủ thi đấu ấn tượng nhất tại các vị trí được chọn lựa trong giải đấu.
| Cầu thủ                           | Cầu thủ | Cầu thủ                      | Cầu thủ | Cầu thủ                          | Cầu thủ  | Cầu thủ                           |
| Thủ môn                           | Hậu vệ  | Hậu vệ                       | Tiền vệ | Tiền vệ                          | Tiền đạo | Tiền đạo                          |
| --------------------------------- | ------- | ---------------------------- | ------- | -------------------------------- | -------- | --------------------------------- |
| Nguyễn Minh Phong (LG Hà Nội ACB) | LB      | Ngô Việt Anh (LG Hà Nội ACB) | LM      | Phạm Thanh Lương (LG Hà Nội ACB) | CF       | Nguyễn Xuân Thành (LG Hà Nội ACB) |
| Nguyễn Minh Phong (LG Hà Nội ACB) | CB      | Ngân Ngọc Hưng (Bình Định)   | CM      | Vương Quốc Huân (Cà Mau)         | SS       | Phan Quý Hoàng Lâm (Bình Định)    |
| Nguyễn Minh Phong (LG Hà Nội ACB) | CB      | Lê Phước Tứ (Thể Công)       | CM      | Vương Quốc Huân (Cà Mau)         | SS       | Phan Quý Hoàng Lâm (Bình Định)    |
| Nguyễn Minh Phong (LG Hà Nội ACB) | RB      | Hoàng Trung Kiên (Thể Công)  | RM      | Lê Thành Tài (Bình Định)         | CF       | Phạm Thanh Nguyên (Nam Định)      |

### Cầu thủ ghi bàn
Đã có 31 bàn thắng ghi được trong 15 trận đấu, trung bình 2.07 bàn thắng mỗi trận đấu.